# René Brodmann
René Brodmann (ur. 25 października 1933, zm. 2000) – szwajcarski piłkarz grający na pozycji obrońcy. W swojej karierze rozegrał 5 meczów w reprezentacji Szwajcarii i strzelił 1 gola.

## Kariera klubowa
Swoją karierę piłkarską Brodmann rozpoczął w klubie FC Nordstern Basel, a następnie przeszedł do Grasshopper Club Zürich. W jego barwach zadebiutował w pierwszej lidze szwajcarskiej. W 1962 roku przeszedł do FC Zürich. W sezonach 1962/1963 i 1965/1966 wywalczył z nim mistrzostwo Szwajcarii. W 1966 roku zdobył też Puchar Szwajcarii. W latach 1967–1969 grał w FC Sankt Gallen, w którym zakończył swoją karierę.

## Kariera reprezentacyjna
W reprezentacji Szwajcarii Brodmann zadebiutował 23 grudnia 1962 roku w przegranym 1:5 towarzyskim meczu z RFN, rozegranym w Karlsruhe, w którym strzelił gola. W 1966 roku był w kadrze Szwajcarii na Mistrzostwa Świata w Anglii. Na tym turnieju rozegrał 2 mecze: z Hiszpanią (1:2) i z Argentyną (0:2). Od 1962 do 1966 roku rozegrał w kadrze narodowej 5 meczów, w których strzelił 1 gola.